# Susanna Slöör

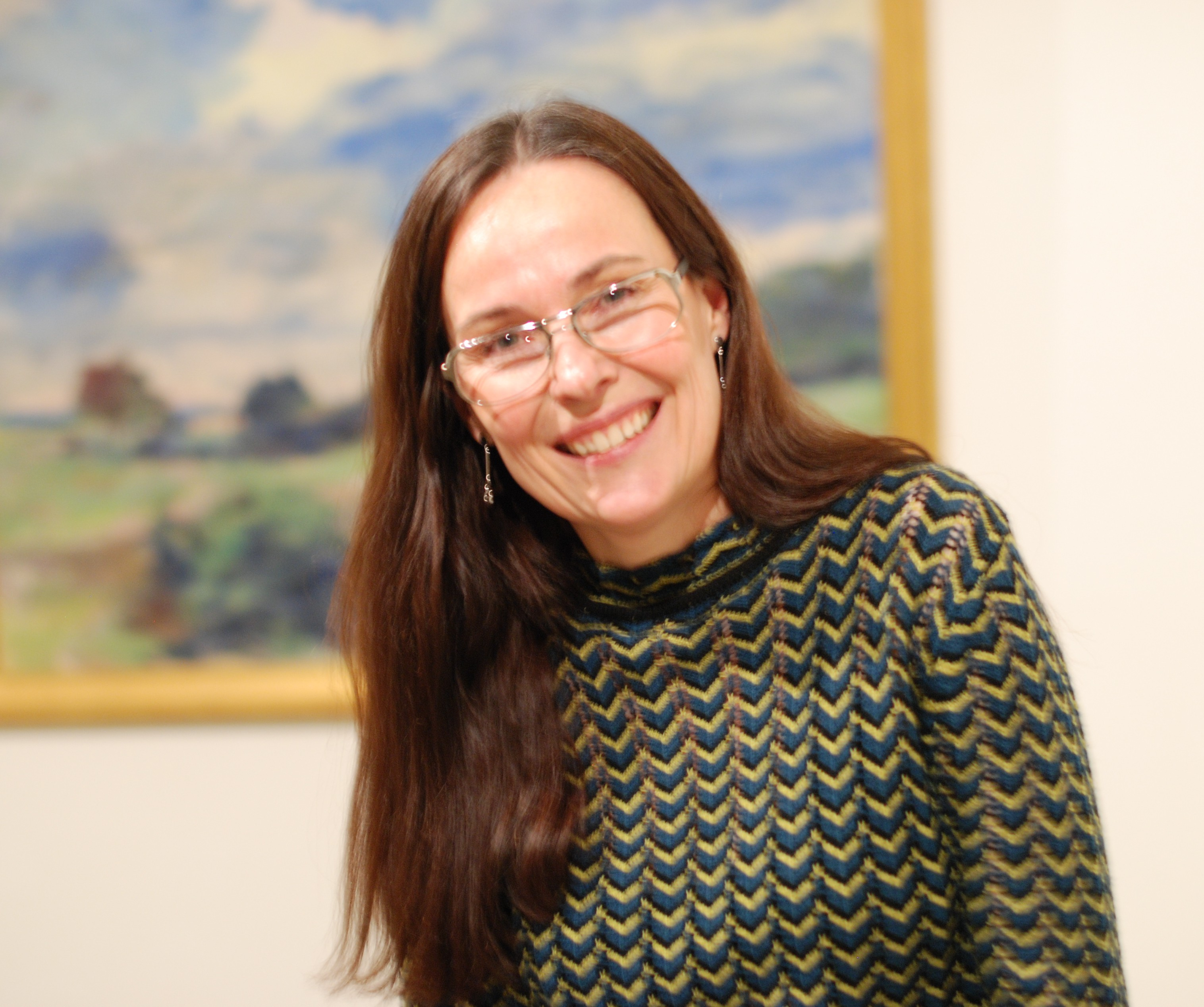
Susanna Slöör framför en målning av Hugo Zuhr på Konstakademien i Stockholm

Susanna Helena Katarina Slöör, född 3 mars 1962 i Nyköping, är svensk målare, konstkritiker och utställningskommissarie.
Susanna Slöör studerade först vid Stockholms universitet 1983-87 och avlade ekonomexamen samt sedan journalistik på Poppius journalistskola 1990. Hon arbetade bland annat som riskanalytiker på Carnegie Fondkommission 1987-88 och som ekonomijournalist på Nyhetsbyrån Direkt och Dagens Industri 1988-91.
Hon genomgick därefter konstnärlig utbildning på Gerlesborgsskolan i Stockholm 1991-93 och hade sin första separatutställning på Galleri Matador i Halmstad 1995. Hon har även studerat idéhistoria och filosofi på Stockholms universitet 2002-05 och arbetat som lärare i konstvetenskap på Konstskolan Idun Lovén 2006-08.
Susanna Slöör grundade tillsammans med Leif Mattsson 2002 nättidningen Omkonst och sedan sedd varit medredaktör för denna 2002-09. Hon efterträdde i januari 2010 Olle Granath som ständig sekreterare i Kungliga Akademien för de fria konsterna.